# Na dzień przed ślubem
Na dzień przed ślubem (jap. 式の前日 Shiki no zenjitsu) – jednotomowa manga autorstwa Hozumi, publikowana w magazynach „Flowers” i „Rinka” wydawnictwa Shōgakukan. Opublikowane rozdziały zostały zebrane w jednym tomiku i wydane 10 września 2012 roku.
W Polsce manga ukazała się 26 stycznia 2015 nakładem wydawnictwa Waneko.

## Fabuła
Tytułowe opowiadanie, Na dzień przed ślubem, koncentruje się na relacji między rodzeństwem w przeddzień ceremonii ślubnej. Pozostałe historie przedstawiają różne sytuacje życiowe, takie jak spotkania po latach, rodzinne zjazdy czy przypadkowe znajomości, ukazując zarówno radości, jak i trudności życia codziennego.

## Odbiór
Manga zajęła 48. miejsce w cotygodniowym rankingu mang Oriconu, a do 10 lutego 2013 sprzedała się w 273 496 egzemplarzach.
Tytuł zdobył drugie miejsce w 2013 roku na liście top 20 mang dla czytelniczek rankingu Kono manga ga sugoi!. Znalazł się również na dwunastym miejscu listy Zenkoku Shotenin ga Eranda Osusume Comic 2013, zawierającej 15 najlepszych mang polecanych przez japońskie księgarnie.